# Carmencita Johnson
Pour les articles homonymes, voir Johnson.
Carmencita Johnson, née le 31 mars 1923 à Los Angeles (Californie) et morte le 26 septembre 2000 à Ventura (Californie), est une actrice américaine. Elle est surtout connue pour avoir été une enfant actrice dans les années 1920 et 1930.

## Biographie
Elle est née de Wynonah B. (née Breazeale) et Sidney K. Johnson, dans une fratrie de six frères et sœurs qui ont tous également joué dans des films : Kenneth, Dick Winslow (en), Cammilla, Seessel Anne, Cullen et Payne.
Elle commence sa carrière au cinéma alors qu'elle n'est qu'un bébé. Elle apparaît dans les courts métrages de la série de films Les Petites Canailles (Our Gang) alors qu'elle n'est âgée que de quelques mois.
Durant sa carrière, qui s'est étalée sur 28 ans, elle a joué des petits rôles dans plus de soixante-dix films, notamment : La Conquête de Barbara Worth (1926), Quand la chair succombe (1927), Le Vent (1928), Mrs. Wiggs of the Cabbage Patch (1934), Ils étaient trois (1936), Pour un baiser (1937) et The Beloved Brat (1938).
En 1949, à l'âge de 26 ans, elle épouse Jack Robertson ; ils resteront mariés jusqu’à ce qu'elle meure en 2000. Le couple donne naissance à quatre fils : Nicolas, Drew, Winslow et Cullen, et une fille, Sydney.
Après son mariage, elle se retire du cinéma et devint connue sous son nom d'épouse, Carmen Robertson. Avec son mari, elle déménage à Long Beach (Californie) pour élever ses cinq enfants. En 1961, ils déménagent à Ojai, où elle occupe une place importante dans la communauté artistique. Elle a contribué à la création de l'« Ojai Studio Artists Tour » et de l'« Ojai Art Center ». En 1985, elle est sélectionnée « Femme de l'année d'Ojai Valley ».
Carmencita Johnson meurt dans un accident de la route, le 13 janvier 2018 à l’âge de 77 ans.

## Filmographie

### Cinéma
- 1923 : The Courtship of Miles Standish
- 1924 : Cradle Robbers (Court-métrage) : Un bébé
- 1924 : Dante's Inferno : Un bébé
- 1924 : Darwin Was Right : Un bébé
- 1924 : Le Ravageur (The Roughneck) de Jack Conway : Un bébé
- 1925 : Le Brigand gentilhomme (Dick Turpin) de John G. Blystone : Un bébé
- 1925 : L'Amazone (Zander the Great) de George William Hill : Un bébé
- 1925 : On the Stroke of Three (en) de F. Harmon Weight : Un bébé
- 1925 : La Saltimbanque (Thunder Mountain) de Victor Schertzinger : Un bébé
- 1925 : Rose of the World : Un bébé
- 1925 : The Golden Cocoon : Un bébé
- 1925 : The Shining Adventure : Un bébé
- 1926 : The Honeymoon Express de James Flood et Ernst Lubitsch : Un bébé
- 1926 : The Sign of the Claw : Un bébé
- 1926 : La Conquête de Barbara Worth (The Winning of Barbara Worth) de Henry King : Barbara Worth
- 1927 : The Auctioneer : La petite Helga
- 1927 : Le Signal de feu (Annie Laurie) de John S. Robertson
- 1927 : Quand la chair succombe (The Way of All Flesh) de Victor Fleming : Elizabeth
- 1927 : Fire and Steel (film) : Une jeune fille
- 1927 : Le Médecin de campagne (The Country Doctor) de Rupert Julian : Un bébé
- 1927 : The Angel of Broadway (en) de Cecil B. DeMille : Un bébé
- 1928 : Les Quatre Fils (Four Sons) de John Ford : Un bébé
- 1928 : La Piste de 98 (The Trail of '98) de Clarence Brown : Une petite fille
- 1928 : Le Patriote (The Patriot) d'Ernst Lubitsch : Un bébé
- 1928 : Mon rabbin chez mon curé (Abie's Irish Rose) de Victor Fleming : Un bébé
- 1928 : L'Innocente (The Awakening) de Victor Fleming : Une petite fille
- 1928 : Le Vent (The Wind) de Victor Sjöström : L'enfant de Cora
- 1928 : Ned McCobb's Daughter : Une petite fille
- 1929 : Amour de gosses (Blue Skies) d'Alfred L. Werker : Dororthy May
- 1929 : Wonder of Women de Clarence Brown : Lottie
- 1930 : Tom Sawyer de John Cromwell : Une petite fille
- 1931 : Frankenstein de James Whale: Une petite fille
- 1932 : Amour défendu (Forbidden) de Frank Capra
- 1932 : Polly of the Circus d'Alfred Santell : Une spectatrice
- 1932 : Mon grand (So Big) de William A. Wellman : Une petite fille
- 1932 : Wild Girl de Raoul Walsh : Mary Ann
- 1933 : Murders in the Zoo de A. Edward Sutherland : Une petite fille au zoo
- 1933 : The Power and the Glory de William K. Howard : Edie
- 1933 : One Sunday Afternoon de Stephen Roberts : Priscilla
- 1933 : Doctor Bull de John Ford : Une petite fille
- 1934 : Rapt d'enfant (Miss Fane's Baby Is Stolen) d'Alexander Hall : Minnie Prentiss
- 1934 : Mrs. Wiggs of the Cabbage Patch de Norman Taurog : Asia Wiggs
- 1934 : Le Mystère du Colorado (en) (Mystery Mountain) : Jane Corwin
- 1934 : Kid Millions de Roy Del Ruth : La petite fille à la glace
- 1935 : Le Démon de la politique (The County Chairman) de John G. Blystone : Une écolière
- 1935 : La Bonne Fée (The Good Fairy) de William Wyler : La fille à l'orphelinat
- 1935 : La Fiancée de Frankenstein (Bride of Frankenstein) de James Whale : Une amie de la fille assassinée
- 1936 : La musique vient par ici (The Music Goes 'Round) de Victor Schertzinger : Un rôle mineur
- 1936 : Ils étaient trois (These Three) de William Wyler : Evelyn
- 1936 : Le Premier Né (The First Baby) de Lewis Seiler : L'enfant d'Elli
- 1936 : Little Miss Nobody de John G. Blystone : Une orpheline
- 1936 : Pepper de James Tinling : Une membre du gang de Pepper
- 1937 : Pour un baiser (Quality Street) de George Stevens : Une étudiante
- 1937 : La Folle Confession (True Confession) de Wesley Ruggles
- 1938 : The Beloved Brat : Estelle
- 1938 : Mon oncle d'Hollywood (Keep Smiling) d'Herbert I. Leeds : Brutus
- 1940 : High School de George Nichols Jr. : Une fille
- 1941 : Henry Aldrich for President : Une étudiante
- 1942 : Young America de Louis King : Hazel
- 1942 : Les Naufrageurs des mers du Sud (Reap the Wild Wind) de Cecil B. DeMille : La fille avec Oilskins
- 1946 : Duel au soleil (Duel in the Sun) de King Vidor : Une invitée à la soirée
- 1947 : Le Souvenir de vos lèvres (This Time for Keeps) de Richard Thorpe : Une nageuse
- 1948 : Dans une île avec vous (On an Island with You) de Richard Thorpe : Une nageuse
- 1948 : Le Balafré (Hollow Triumph) de Steve Sekely : Margie
- 1949 : La Fille de Neptune (Neptune's Daughter) d'Edward Buzzell : Une nageuse
- 1949 : Air Hostess de Lew Landers : Une étudiante
- 1951 : Une place au soleil (A Place in the Sun) de George Stevens : Une amie de Taylor
- 1997 : Irish Whiskey : Une invitée au mariage